# Lethe helle
Lethe helle är en fjärilsart som beskrevs av John Henry Leech 1891. Lethe helle ingår i släktet Lethe och familjen praktfjärilar. Inga underarter finns listade i Catalogue of Life.